# Augusto Del Noce
Augusto Del Noce (Pistoia, 11 de agosto de 1910-Roma, 30 de diciembre de 1989) fue un filósofo italiano y pensador político. Se le considera uno de los pensadores y filósofos políticos más destacados después de la Segunda Guerra Mundial en Italia.

## Biografía
Del Noce nació en la Toscana, pero creció y estudió en Turín, ciudad que entre las dos Guerras Mundiales fue uno de los principales centros de la cultura secular y antifascista en Italia. Se licenció en Filosofía en 1932 en la Universidad de Turín, con una tesis sobre Malebranche bajo la dirección de Adolfo Faggi. Entre 1934 y 1943 publicó una serie de ensayos sobre la filosofía moderna temprana que consolidaron su reputación como especialista en el campo, no solo en Italia sino también en Francia, donde su obra fue elogiada por académicos de renombre como Étienne Gilson y Henri Gouhier.
Sus estudios sobre el racionalismo moderno reflejaban un interés más amplio por la relación entre el pensamiento católico y la cultura secular, desarrollado durante sus años en Turín. Tras ser uno de los primeros lectores italianos del filósofo católico francés Jacques Maritain y un antifascista reflexivo, Del Noce se dedicó, tras la guerra, a la cuestión de la relación entre el cristianismo y el comunismo. En 1946 publicó dos ensayos sobre Marx que incluían un extenso análisis del lugar del ateísmo en la filosofía de Marx. Sus trabajos sobre Marx formaron parte de un interés permanente por el papel del ateísmo en la historia de la filosofía moderna, que culminó en 1964 con su obra magna El problema del ateísmo. En 1965 también publicó una extensa monografía, Reforma católica y filosofía moderna, vol. 1: Descartes. En 1966 Del Noce fue nombrado profesor de Historia de la Filosofía Moderna y Contemporánea en la Universidad de Trieste, pero en 1970 se trasladó a la Universidad de Roma La Sapienza, donde fue nombrado profesor de Historia de las Doctrinas Políticas y más tarde profesor de Filosofía Política.
A finales de la década de 1960 y principios de la de 1970, Del Noce centró su atención en la secularización y la historia contemporánea. Algunos de sus ensayos de este período se publicaron en el volumen de 1971, The Age of Secularization. Más tarde, en esa misma década, Del Noce retomó la cuestión de la relación entre católicos y marxistas y escribió dos nuevos libros: El comunista católico y una de sus obras más famosas y controvertidas, El suicidio de la revolución, en la que argumentó que el proceso de disolución del marxismo en el nihilismo neoburgués ya se manifestaba en el pensamiento de Antonio Gramsci. En sus últimos años, Del Noce se convirtió en un intelectual público, escribiendo numerosos artículos en periódicos y semanarios, y participando activamente en el debate político italiano, llegando a ser senador durante un mandato. Su última obra filosófica fue una extensa monografía sobre la filosofía de Giovanni Gentile y su relación con el fascismo. Del Noce falleció repentinamente el 30 de diciembre de 1989, pocas semanas después de que la caída del muro de Berlín marcara simbólicamente la desintegración definitiva de la revolución marxista, que él mismo había predicho muchos años antes con fundamento filosófico. Si bien fue un distinguido estudioso de la filosofía moderna temprana, se le recuerda especialmente por su penetrante exégesis de la filosofía de Marx, por su innovadora interpretación del fascismo y por su crítica de la cultura tecnocrática progresista que se fue imponiendo gradualmente en Europa tras la Segunda Guerra Mundial.

## Temas filosóficos
Un hilo conductor de la obra de Del Noce es el intento de comprender la conexión entre las ideas filosóficas y la historia sociopolítica. En contraposición a las opiniones marxistas y neopositivistas predominantes de sus contemporáneos, siempre sostuvo que las ideas filosóficas influyen en el curso de la historia humana, y que la historia moderna, en particular, solo puede entenderse como el desarrollo de ciertas opciones filosóficas (racionalismo, inmanentismo, cientificismo). De hecho, una de sus ideas centrales era que la historia moderna, correctamente interpretada, ofrece la mejor defensa de la metafísica clásica al demostrar que el racionalismo conduce a resultados contradictorios, como lo ejemplifica la trayectoria del marxismo. En algunas de sus obras más conocidas, planteó la tesis de que el marxismo sufre lo que él llamó una "heterogénesis de fines", lo que significa que está destinado a triunfar y autodestruirse simultáneamente, debido a sus contradicciones internas. Triunfar, porque el ateísmo radical y el materialismo de Marx son los resultados más consistentes del racionalismo europeo. Autodestruirse porque, tan pronto como el sueño revolucionario se desvanezca, el materialismo histórico marxista debe degenerar en relativismo absoluto y abrir el camino a una sociedad “perfectamente burguesa”, un mundo deshumanizado que no reconoce ningún orden permanente de valores y en el que la alienación se hace completa.
En términos más generales, Del Noce consideraba la expansión del ateísmo como la cuestión central de la filosofía moderna. Su aparición como punto culminante de todas las formas de racionalismo revela que este se basa en una condición previa: la decisión de rechazar cualquier noción de una caída original. Una investigación cuidadosa de la filosofía posterior a Descartes muestra que rechazar el status naturae lapsae fue el primer paso para rechazar lo sobrenatural, seguido posteriormente por el rechazo de toda forma de trascendencia. Sin embargo, dado que estos rechazos no pueden fundamentarse en ninguna prueba, el ateísmo solo puede justificarse como el resultado de un proceso histórico irreversible, entendido como un proceso de secularización y, al mismo tiempo, como la única actitud práctica capaz de producir la plenitud humana universal. En otras palabras, para el racionalismo tardío, el criterio de verdad de una filosofía se reduce a su capacidad de superar e integrar todas las formas de pensamiento anteriores. Por esta razón, Del Noce consideraba la periodización de la historia de la filosofía como la cuestión teórica crucial de la filosofía contemporánea. En su libro El problema del ateísmo, argumentó que, precisamente para situar el ateísmo en la historia de la filosofía, es necesario cuestionar y abandonar la idea de que el proceso de la historia del pensamiento es un proceso unitario hacia el inmanentismo. Esto demuestra que el ateísmo no es el resultado necesario de la filosofía moderna, sino más bien un resultado problemático, ya que no conduce al cumplimiento prometido, sino a formas de nihilismo. La historia contemporánea ofrece la mejor prueba de que la trayectoria del racionalismo tiene un final nihilista: el ateísmo ha alcanzado su máximo éxito no en la implementación histórica del marxismo, sino en la sociedad opulenta, que lleva al extremo la deshumanización de la relación con el otro. En su realización histórica, el marxismo ha terminado siendo una etapa en el desarrollo de la sociedad opulenta, que acepta todas sus negaciones del pensamiento tradicional, pero al mismo tiempo elimina el aspecto mesiánico/religioso del marxismo.
A finales de la década de 1960, Del Noce centró su atención en la tarea de construir una interpretación filosófica de los desarrollos más recientes en la historia contemporánea. En particular, sintió la necesidad de una comprensión filosófica clara de los nuevos desafíos que planteaban el progresismo de la década de 1960 (tanto en sus formas seculares como católicas), la secularización desenfrenada de la sociedad europea, la revolución sexual y, en general, la nueva sociedad tecnocrática y opulenta que se había configurado después de la Segunda Guerra Mundial. Sus ensayos más significativos de este período se recopilaron en el volumen The Age of Secularization. Del Noce argumentó que la historia occidental después de 1945 estuvo marcada por una interpretación particular del período histórico entre las dos guerras mundiales. Según esta interpretación "progresista", el nazismo y el fascismo eran síntomas de un colapso general de la civilización europea, que debía ser reemplazado por una nueva civilización basada en la ciencia y en el rechazo de todas las doctrinas metafísicas. Esto ha conducido a un tipo de nueva Ilustración, que sin embargo es una Ilustración posterior a Marx, en la medida en que conserva todas las negaciones metafísicas de Marx. Del Noce sostuvo que el resultado de esta nueva cultura cientificista-relativista-progresista es necesariamente nihilista y totalitaria, ya que la ciencia per se no es capaz de formular nuevos ideales. Como respuesta, desarrolló una interpretación diferente de la historia contemporánea, en la que el fascismo y el nazismo son solo etapas de un proceso más amplio de secularización que, de hecho, se centra en el marxismo y en el fracaso de la «gnosis revolucionaria» moderna. También argumentó que la forma correcta de responder al desafío que plantea la secularización no es rechazar la modernidad por completo, sino corregirla a la luz de la tradición metafísica clásica, que va desde Descartes, pasando por Giambattista Vico y Blaise Pascal, hasta Antonio Rosmini, y que no conduce al nihilismo, sino de Descartes a Friedrich Nietzsche, siendo la tradición metafísica clásica la que conduce a una purificación del pensamiento metafísico clásico.
Del Noce escribió extensamente sobre el freudomarxismo y sobre la relación entre el progresismo político y la revolución sexual. Argumentó que ambos se basan en la negación a priori de que la razón humana sea capaz de alcanzar verdades metaempíricas, y por lo tanto están estrechamente vinculados con el cientificismo, la creencia dogmática de que las ciencias empíricas son la única forma de racionalidad. La reducción de la razón a la ciencia va de la mano con la reducción de la libertad a la satisfacción de los instintos, lo que a su vez se expresa políticamente como lucha contra la «represión» y conduce a un rechazo radical de todos los valores tradicionales. Argumentó además que el postulado cientificista es intrínsecamente totalitario, ya que deslegitima todas las demás formas de conocimiento. Del Noce también estudió en profundidad la relación entre libertad y autoridad. En un extenso ensayo de 1975, argumentó que, mientras que en la tradición clásica y humanista la autoridad se asociaba con la liberación (por ejemplo, del poder de los instintos subhumanos y de la manipulación social), la cultura contemporánea la asocia con la represión. Como resultado, el mundo moderno confunde autoridad y poder con consecuencias desastrosas. En particular, la cultura progresista desde la Segunda Guerra Mundial ha asociado la defensa de la libertad con el rechazo del conocimiento metafísico y la adopción del relativismo. Sin embargo, cualquier forma de liberalismo que no reconozca la naturaleza de la autoridad debe conducir a una opresión aún mayor, al hacer al individuo completamente dependiente de la sociedad. Según Del Noce, la libertad solo puede defenderse redescubriendo el verdadero significado de la autoridad, que está estrechamente ligado a la idea de la evidencia. La evidencia es el fundamento y el paradigma de la autoridad, porque exige de la mente una sumisión más radical que la que se podría obtener por la fuerza, pero en esta sumisión la mente encuentra su liberación definitiva de todos los poderes sociales arbitrarios. Así, decía Del Noce, el tema de la autoridad nos remite a los orígenes socráticos de la metafísica clásica, que es necesario redescubrir para superar la crisis actual de nuestra civilización.